# Дискография Мари Краймбрери
Дискография российской певицы Мари Краймбрери включает в себя пять студийных альбома, один мини-альбом, один концертный альбом, один альбом ремиксов, три мини-альбома ремиксов, один саундтрек, восемьдесят синглов, восемь промосинглов, семь композиций в качестве гостевого участия, семь кавер-версий и двадцать три официальных ремикса.
В 19 лет Мари Краймбрери начала карьеру автора-исполнителя, написав композицию для группы 5sta Family за 2000 долларов, которая, однако, так и не вышла. С тех пор начала писать песни самостоятельно. Помимо написания музыки и слов к своим музыкальным работам Мари их также и продюсирует. Краймбрери утверждает, что все её треки автобиографичны: о тяжёлых периодах в жизни, любви, предательстве.
Одним из первых больших релизов исполнительницы стала композиция «Давай навсегда», написанная ею самой. На песню в 2015 году был выпущен видеоклип. Также в 2016 году был опубликован видеоклип на совместный сингл Мари Краймбрери с российским исполнителем Lx24 «Мы останемся в городе одни», который имел стремительный рост.
Успех пришёл к артистке с выпуском 7 апреля 2017 года альбома «ННКН», куда вошло 13 песен, самой популярной из которых стала «Полюби меня пьяную». Он был выпущен в жанре ритм-н-блюз, в котором, как считают критики, исполнительница нашла «золотое сечение».
В 2017 году российский лейбл звукозаписи Velvet Music выкупил демозапись певицы «Правильная девочка» для группы MBAND, а затем предложил сотрудничество, и та согласилась. Первым синглом стал «Не в адеквате», затем были выпущены «Туси сам», «Она тебе не идёт», «Я хотела твою фамилию», «Это, сука, взрыв» и «На тату», которые, впоследствии, вошли в альбом «Переобулась». После этого Краймбрери стала появляться на радиостанциях и телевидении. 28 ноября того же года Марина провела свой первый большой сольный концерт в Москве «„Не в адеквате!“: Live in Moscow».
В 2020 году Мари Краймбрери выпустила два громких хита: «Пряталась в ванной» и «Океан», в будущем вошедшие в альбом «Нас узнает весь мир (Part 1)». В декабре того же года получила первую в карьере статуэтку «Золотого граммофона» за сингл «Пряталась в ванной». В 2021 вновь одержала победу, получив второй раз статуэтку, но уже с композицией «Океан».
В декабре 2020 года российская газета «Культура» поместила Краймбрери на 10-е место среди самых популярных российских исполнителей, а музыкальный интернет-портал TopHit на 12-е.
19 марта 2021 презентовала свой третий студийный альбом «Нас узнает весь мир (Part 1)», который занял высшие позиции в чартах.
30 сентября 2021 года вышел дебютный саундтрек Мари Краймбрери «В разных мирах». Он был написан ею в сотрудничестве с российским композитором Русланом Муратовым для второго сезона сериала «Проект „Анна Николаевна“» с Зоей Бербер в главной роли. В саундтреке поётся об угасших романтических чувствах под гитарный поп-рок-инструментал.
В конце 2021 года музыкальный сервис компании «Яндекс» — «Яндекс Музыка» подвёл итоги года, в котором Краймбрери стала самой прослушиваемой исполнительницей на платформе (более 4,2 млн слушателей за год), тем самым завоевав награду «Певица года».
11 января 2022 года началась запись четвёртого в музыкальной карьере Мари Краймбрери студийного альбома «Нас узнает весь мир (Part 2)», который является сиквелом «Нас узнает весь мир (Part 1)», вышедшего на полтора года раньше. Запись альбома проходила в Москве в студии звукозаписи Alex Davia Music, владельцем которой является непосредственно сам саунд-продюсер Alex Davia. Работа над созданием пластинки была закончена 26 августа 2022 года.
14 октября 2022 года состоялся релиз студийного альбома «Нас узнает весь мир (Part 2)». В пластинке было представлено «12 глав перевернувшегося мира», варьирующихся от томных и лирических песен до энергичных и танцевальных треков. Эксклюзивно для аудиосервиса «VK Музыка» был представлен бонусный трек «Какая крутая жизнь». Позже трек был выпущен в качестве сингла на все площадки.

## Альбомы

### Студийные альбомы
| Название                       | Детали                                                                                    |
| ------------------------------ | ----------------------------------------------------------------------------------------- |
| «ННКН»                         | - Релиз: 7 апреля 2017 - Лейбл: Rebel Age/Velvet Music - Формат: цифровая дистрибуция, CD |
| «Переобулась»                  | - Релиз: 30 марта 2018 - Лейбл: Velvet Music - Формат: цифровая дистрибуция, CD           |
| «Нас узнает весь мир (Part 1)» | - Релиз: 19 марта 2021 - Лейбл: Velvet Music - Формат: цифровая дистрибуция               |
| «Нас узнает весь мир (Part 2)» | - Релиз: 14 октября 2022 - Лейбл: Velvet Music - Формат: цифровая дистрибуция             |
| «Почему у меня нет парня»      | - Релиз: 21 августа 2023 - Лейбл: Velvet Music - Формат: цифровая дистрибуция             |

### Мини-альбомы
| Название             | Детали                                                |
| -------------------- | ----------------------------------------------------- |
| «Всё пошло по весне» | - Релиз: 6 апреля 2016 - Формат: цифровая дистрибуция |

### Концертные альбомы
| Название                                                  | Детали                                                                        |
| --------------------------------------------------------- | ----------------------------------------------------------------------------- |
| «Мелкая здесь (Live at Adrenaline Stadium, Москва, 2019)» | - Релиз: 19 августа 2020 - Лейбл: Velvet Music - Формат: цифровая дистрибуция |

### Альбомы ремиксов
| Название | Детали                                                                        |
| -------- | ----------------------------------------------------------------------------- |
| AMORE    | - Релиз: 19 октября 2018 - Лейбл: Velvet Music - Формат: цифровая дистрибуция |

### Мини-альбомы ремиксов
| Название                       | Детали                                                                         |
| ------------------------------ | ------------------------------------------------------------------------------ |
| «Я твой клад (Remixes)»        | - Релиз: 31 мая 2019 - Лейбл: Velvet Music - Формат: цифровая дистрибуция      |
| «Полюби меня пьяную (Remixes)» | - Релиз: 7 августа 2020 - Лейбл: Velvet Music - Формат: цифровая дистрибуция   |
| «Давай навсегда (Remixes)»     | - Релиз: 18 сентября 2020 - Лейбл: Velvet Music - Формат: цифровая дистрибуция |

### Саундтреки
| Название                                                                          | Детали                                                                         |
| --------------------------------------------------------------------------------- | ------------------------------------------------------------------------------ |
| «В разных мирах» (саундтрек ко второму сезону сериала «Проект „Анна Николаевна“») | - Релиз: 30 сентября 2021 - Лейбл: Velvet Music - Формат: цифровая дистрибуция |

## Синглы

### 2010-е годы
| Год                                                                 | Название                                                                      | Высшая позиция в чартах | Высшая позиция в чартах | Высшая позиция в чартах | Высшая позиция в чартах | Высшая позиция в чартах | Высшая позиция в чартах | Высшая позиция в чартах | Высшая позиция в чартах | Высшая позиция в чартах | Высшая позиция в чартах | Высшая позиция в чартах | Высшая позиция в чартах | Высшая позиция в чартах | Высшая позиция в чартах | Высшая позиция в чартах | Альбом                  |
| Год                                                                 | Название                                                                      | Еженедельные чарты      | Еженедельные чарты      | Еженедельные чарты      | Еженедельные чарты      | Еженедельные чарты      | Ежемесячные чарты       | Ежемесячные чарты       | Ежемесячные чарты       | Ежемесячные чарты       | Ежемесячные чарты       | Ежегодные чарты         | Ежегодные чарты         | Ежегодные чарты         | Ежегодные чарты         | Ежегодные чарты         | Альбом                  |
| Год                                                                 | Название                                                                      | Мир TopHit Radio        | Россия TopHit AllMedia  | Москва TopHit Radio     | Украина TopHit AllMedia | Киев TopHit Radio       | Мир TopHit Radio        | Россия TopHit AllMedia  | Москва TopHit Radio     | Украина TopHit AllMedia | Киев TopHit Radio       | Мир TopHit Radio        | Россия TopHit AllMedia  | Москва TopHit Radio     | Украина TopHit AllMedia | Киев TopHit Radio       | Альбом                  |
| ------------------------------------------------------------------- | ----------------------------------------------------------------------------- | ----------------------- | ----------------------- | ----------------------- | ----------------------- | ----------------------- | ----------------------- | ----------------------- | ----------------------- | ----------------------- | ----------------------- | ----------------------- | ----------------------- | ----------------------- | ----------------------- | ----------------------- | ----------------------- |
| 2012                                                                | «Смогу ли я без тебя»                                                         | —                       | —                       | —                       | —                       | —                       | —                       | —                       | —                       | —                       | —                       | —                       | —                       | —                       | —                       | —                       | —                       |
| 2012                                                                | «Остыла»                                                                      | —                       | —                       | —                       | —                       | —                       | —                       | —                       | —                       | —                       | —                       | —                       | —                       | —                       | —                       | —                       | —                       |
| 2012                                                                | «Антимужчины»                                                                 | —                       | —                       | —                       | —                       | —                       | —                       | —                       | —                       | —                       | —                       | —                       | —                       | —                       | —                       | —                       | —                       |
| 2012                                                                | «Моё шоу»                                                                     | —                       | —                       | —                       | —                       | —                       | —                       | —                       | —                       | —                       | —                       | —                       | —                       | —                       | —                       | —                       | —                       |
| 2012                                                                | «Любви нет»                                                                   | —                       | —                       | —                       | —                       | —                       | —                       | —                       | —                       | —                       | —                       | —                       | —                       | —                       | —                       | —                       | —                       |
| 2012                                                                | «Пообещай» (совместно с iDNA)                                                 | —                       | —                       | —                       | —                       | —                       | —                       | —                       | —                       | —                       | —                       | —                       | —                       | —                       | —                       | —                       | —                       |
| 2013                                                                | «Не навсегда»                                                                 | —                       | —                       | —                       | —                       | —                       | —                       | —                       | —                       | —                       | —                       | —                       | —                       | —                       | —                       | —                       | —                       |
| 2013                                                                | «Я буду помнить»                                                              | —                       | —                       | —                       | —                       | —                       | —                       | —                       | —                       | —                       | —                       | —                       | —                       | —                       | —                       | —                       | —                       |
| 2013                                                                | «Что будет дальше»                                                            | —                       | —                       | —                       | —                       | —                       | —                       | —                       | —                       | —                       | —                       | —                       | —                       | —                       | —                       | —                       | —                       |
| 2013                                                                | «По ночному мегаполису»                                                       | —                       | —                       | —                       | —                       | —                       | —                       | —                       | —                       | —                       | —                       | —                       | —                       | —                       | —                       | —                       | —                       |
| 2013                                                                | «Я переживу»                                                                  | —                       | —                       | —                       | —                       | —                       | —                       | —                       | —                       | —                       | —                       | —                       | —                       | —                       | —                       | —                       | —                       |
| 2013                                                                | «Для всех нас теперь просто нет»                                              | —                       | —                       | —                       | —                       | —                       | —                       | —                       | —                       | —                       | —                       | —                       | —                       | —                       | —                       | —                       | —                       |
| 2013                                                                | «Баю бай и bye bye bye»                                                       | —                       | —                       | —                       | —                       | —                       | —                       | —                       | —                       | —                       | —                       | —                       | —                       | —                       | —                       | —                       | —                       |
| 2013                                                                | «Осень»                                                                       | —                       | —                       | —                       | —                       | —                       | —                       | —                       | —                       | —                       | —                       | —                       | —                       | —                       | —                       | —                       | —                       |
| 2013                                                                | «Новый год» (совместно с Сашей Титовым, Константином Легостаевым и Доминикой) | —                       | —                       | —                       | —                       | —                       | —                       | —                       | —                       | —                       | —                       | —                       | —                       | —                       | —                       | —                       | —                       |
| 2014                                                                | «Дыши»                                                                        | —                       | —                       | —                       | —                       | —                       | —                       | —                       | —                       | —                       | —                       | —                       | —                       | —                       | —                       | —                       | —                       |
| 2014                                                                | «Никто не узнает»                                                             | —                       | —                       | —                       | —                       | —                       | —                       | —                       | —                       | —                       | —                       | —                       | —                       | —                       | —                       | —                       | —                       |
| 2014                                                                | «Лето» (совместно со Стеном и гр. GENCHEV)                                    | —                       | —                       | —                       | —                       | —                       | —                       | —                       | —                       | —                       | —                       | —                       | —                       | —                       | —                       | —                       | —                       |
| 2014                                                                | «Ты меня не стоишь» (совместно с Кирой Стертман)                              | —                       | —                       | —                       | —                       | —                       | —                       | —                       | —                       | —                       | —                       | —                       | —                       | —                       | —                       | —                       | —                       |
| 2014                                                                | «Прощай» (совместно с Кирой Стертман)                                         | —                       | —                       | —                       | —                       | —                       | —                       | —                       | —                       | —                       | —                       | —                       | —                       | —                       | —                       | —                       | —                       |
| 2014                                                                | «Двигай» (совместно со Стеном)                                                | —                       | —                       | —                       | —                       | —                       | —                       | —                       | —                       | —                       | —                       | —                       | —                       | —                       | —                       | —                       | —                       |
| 2014                                                                | «Парадоксы»                                                                   | 269                     | —                       | —                       | —                       | —                       | —                       | —                       | —                       | —                       | —                       | —                       | —                       | —                       | —                       | —                       | —                       |
| 2014                                                                | «#КаждыйДеньКальян»                                                           | —                       | —                       | —                       | —                       | —                       | —                       | —                       | —                       | —                       | —                       | —                       | —                       | —                       | —                       | —                       | —                       |
| 2014                                                                | «Больше не встретимся»                                                        | —                       | —                       | —                       | —                       | —                       | —                       | —                       | —                       | —                       | —                       | —                       | —                       | —                       | —                       | —                       | —                       |
| 2014                                                                | «Давай навсегда»                                                              | —                       | —                       | —                       | —                       | —                       | —                       | —                       | —                       | —                       | —                       | —                       | —                       | —                       | —                       | —                       | «ННКН»                  |
| 2015                                                                | «Друг» (совместно с Сашей Сантой)                                             | 198                     | 337                     | —                       | —                       | —                       | —                       | —                       | —                       | —                       | —                       | —                       | —                       | —                       | —                       | —                       | —                       |
| 2015                                                                | «Никого не хочу»                                                              | —                       | —                       | —                       | —                       | —                       | —                       | —                       | —                       | —                       | —                       | —                       | —                       | —                       | —                       | —                       | —                       |
| 2015                                                                | «Поговори со мной»                                                            | —                       | —                       | —                       | —                       | —                       | —                       | —                       | —                       | —                       | —                       | —                       | —                       | —                       | —                       | —                       | —                       |
| 2016                                                                | «Он тоже любит дым»                                                           | —                       | —                       | —                       | —                       | —                       | —                       | —                       | —                       | —                       | —                       | —                       | —                       | —                       | —                       | —                       | «ННКН»                  |
| 2016                                                                | «Баю Bye»                                                                     | —                       | —                       | —                       | —                       | —                       | —                       | —                       | —                       | —                       | —                       | —                       | —                       | —                       | —                       | —                       | «Переобулась»           |
| 2016                                                                | «Нравлюсь ли я ему»                                                           | —                       | —                       | —                       | —                       | —                       | —                       | —                       | —                       | —                       | —                       | —                       | —                       | —                       | —                       | —                       | «ННКН»                  |
| 2017                                                                | «Полюби меня пьяную»                                                          | —                       | —                       | —                       | —                       | —                       | —                       | —                       | —                       | —                       | —                       | —                       | —                       | —                       | —                       | —                       | «ННКН»                  |
| 2017                                                                | «Не в адеквате»                                                               | 193                     | 240                     | —                       | —                       | —                       | —                       | —                       | —                       | —                       | —                       | —                       | —                       | —                       | —                       | —                       | «Переобулась»           |
| 2017                                                                | «Туси сам»                                                                    | —                       | —                       | —                       | —                       | —                       | —                       | —                       | —                       | —                       | —                       | —                       | —                       | —                       | —                       | —                       | «Переобулась»           |
| 2017                                                                | «Она тебе не идёт»                                                            | 633                     | 297                     | —                       | —                       | —                       | —                       | —                       | —                       | —                       | —                       | —                       | —                       | —                       | —                       | —                       | «Переобулась»           |
| 2017                                                                | «Холодно» (совместно с ЭММОЙ М и Lx24 при участии Luxor)                      | 120                     | 77                      | —                       | —                       | —                       | —                       | —                       | —                       | —                       | —                       | —                       | —                       | —                       | —                       | —                       | —                       |
| 2018                                                                | «Я хотела твою фамилию»                                                       | —                       | —                       | —                       | —                       | —                       | —                       | —                       | —                       | —                       | —                       | —                       | —                       | —                       | —                       | —                       | «Переобулась»           |
| 2018                                                                | «На тату»                                                                     | 46                      | 68                      |                         |                         |                         | 48                      | 67                      | 51                      | —                       | —                       | 135                     | —                       | 179                     | —                       | —                       | «Переобулась»           |
| 2018                                                                | «Это, сука, взрыв»                                                            | —                       | —                       | —                       | —                       | —                       | —                       | —                       | —                       | —                       | —                       | —                       | —                       | —                       | —                       | —                       | «Переобулась»           |
| 2018                                                                | «AMORE»                                                                       | 17                      | 18                      |                         |                         |                         | 20                      | 27                      | 29                      | 48                      | 92                      | 56                      | 79                      | 196                     | 103                     | —                       | AMORE (альбом ремиксов) |
| 2018                                                                | «Золото» (совместно с KARTASHOW)                                              | 60                      | 62                      |                         |                         |                         | 68                      | 75                      | 68                      | —                       | —                       | 132                     | 135                     | 158                     | —                       | —                       | —                       |
| 2018                                                                | «Я нашла свой почерк»                                                         | —                       | —                       | —                       | —                       | —                       | —                       | —                       | —                       | —                       | —                       | —                       | —                       | —                       | —                       | —                       | —                       |
| 2019                                                                | «31 февраля» (совместно с Гуфом)                                              | —                       | —                       | —                       | —                       | —                       | —                       | —                       | —                       | —                       | —                       | —                       | —                       | —                       | —                       | —                       | —                       |
| 2019                                                                | «Я твой клад»                                                                 | 31                      | 34                      |                         |                         |                         | 68                      | 65                      | 52                      | —                       | —                       | —                       | —                       | —                       | —                       | —                       | —                       |
| 2019                                                                | «Мне так хорошо»                                                              | 6                       | 4                       |                         |                         |                         | 12                      | 9                       | 19                      | 85                      | 97                      | 67                      | 74                      | 79                      | —                       | —                       | —                       |
| 2019                                                                | «Голая в белой майке»                                                         | —                       | —                       | —                       | —                       | —                       | —                       | —                       | —                       | —                       | —                       | —                       | —                       | —                       | —                       | —                       | —                       |
| 2019                                                                | «Мелкая здесь»                                                                | —                       | —                       | —                       | —                       | —                       | —                       | —                       | —                       | —                       | —                       | —                       | —                       | —                       | —                       | —                       | —                       |
| 2019                                                                | «На каблучках» (при участии M.Hustler)                                        | 524                     | 469                     | —                       | —                       | —                       | —                       | —                       | —                       | —                       | —                       | —                       | —                       | —                       | —                       | —                       | —                       |
| 2019                                                                | «Спасибо за всё, мам» (совместно с Ёлкой)                                     | —                       | —                       | —                       | —                       | —                       | —                       | —                       | —                       | —                       | —                       | —                       | —                       | —                       | —                       | —                       | —                       |
| Символ «—» означает, что сингл не попал в чарт / не вошёл в альбом. |                                                                               |                         |                         |                         |                         |                         |                         |                         |                         |                         |                         |                         |                         |                         |                         |                         |                         |

### 2020-е годы
| Год                                                                 | Название | Высшая позиция в чартах | Высшая позиция в чартах | Высшая позиция в чартах | Высшая позиция в чартах | Высшая позиция в чартах | Высшая позиция в чартах | Высшая позиция в чартах | Высшая позиция в чартах | Высшая позиция в чартах | Высшая позиция в чартах | Высшая позиция в чартах | Высшая позиция в чартах | Высшая позиция в чартах | Высшая позиция в чартах | Высшая позиция в чартах | Альбом                                          |
| Год                                                                 | Название | Еженедельные чарты      | Еженедельные чарты      | Еженедельные чарты      | Еженедельные чарты      | Еженедельные чарты      | Ежемесячные чарты       | Ежемесячные чарты       | Ежемесячные чарты       | Ежемесячные чарты       | Ежемесячные чарты       | Ежегодные чарты         | Ежегодные чарты         | Ежегодные чарты         | Ежегодные чарты         | Ежегодные чарты         | Альбом                                          |
| Год                                                                 | Название | Мир TopHit Radio        | Россия TopHit AllMedia  | Москва TopHit Radio     | Украина TopHit AllMedia | Киев TopHit Radio       | Мир TopHit Radio        | Россия TopHit AllMedia  | Москва TopHit Radio     | Украина TopHit AllMedia | Киев TopHit Radio       | Мир TopHit Radio        | Россия TopHit AllMedia  | Москва TopHit Radio     | Украина TopHit AllMedia | Киев TopHit Radio       | Альбом                                          |
| ------------------------------------------------------------------- | --- | ----------------------- | ----------------------- | ----------------------- | ----------------------- | ----------------------- | ----------------------- | ----------------------- | ----------------------- | ----------------------- | ----------------------- | ----------------------- | ----------------------- | ----------------------- | ----------------------- | ----------------------- | ----------------------------------------------- |
| 2020                                                                | «Пряталась в ванной» | 14                      | 14                      |                         |                         |                         | 19                      | 20                      | 20                      | —                       | —                       | 29                      | 34                      | 34                      | —                       | —                       | «Нас узнает весь мир (Part 1)»                  |
| 2020                                                                | «Одинокий тип» | —                       | —                       | —                       | —                       | —                       | —                       | —                       | —                       | —                       | —                       | —                       | —                       | —                       | —                       | —                       | —                                               |
| 2020                                                                | «Апрель» | —                       | —                       | —                       | —                       | —                       | —                       | —                       | —                       | —                       | —                       | —                       | —                       | —                       | —                       | —                       | —                                               |
| 2020                                                                | «Успей вернуться» (при участии M.Hustler)                                                                                   | 121                     | 129                     | —                       | —                       | —                       | —                       | —                       | —                       | —                       | —                       | —                       | —                       | —                       | —                       | —                       | —                                               |
| 2020                                                                | «My май» | —                       | —                       | —                       | —                       | —                       | —                       | —                       | —                       | —                       | —                       | —                       | —                       | —                       | —                       | —                       | —                                               |
| 2020                                                                | «Прага. Июнь» | —                       | —                       | —                       | —                       | —                       | —                       | —                       | —                       | —                       | —                       | —                       | —                       | —                       | —                       | —                       | —                                               |
| 2020                                                                | «Океан» | 3                       | 2                       | 7                       | 49                      | 50                      | 6                       | 2                       | 13                      | 52                      | 49                      | 51                      | 46                      | 57                      | —                       | —                       | «Нас узнает весь мир (Part 1)»                  |
| 2020                                                                | «Я не забуду» (совместно с Max Box)                                                                                         | 768                     | 682                     | —                       | —                       | —                       | —                       | —                       | —                       | —                       | —                       | —                       | —                       | —                       | —                       | —                       | —                                               |
| 2020                                                                | «Медляк» (совместно с HammAli)                                                                                              | 28                      | 17                      | 23                      | 51                      | —                       | 29                      | 22                      | 28                      | 66                      | —                       | 187                     | 155                     | 182                     | —                       | —                       | —                                               |
| 2020                                                                | «Новогодний вайб» (совместно с Ёлкой)                                                                                       | —                       | —                       | —                       | —                       | —                       | —                       | —                       | —                       | —                       | —                       | —                       | —                       | —                       | —                       | —                       | —                                               |
| 2021                                                                | «Хлопаю в две ладоши» | —                       | 218                     | —                       | —                       | —                       | —                       | —                       | —                       | —                       | —                       | —                       | —                       | —                       | —                       | —                       | —                                               |
| 2021                                                                | «Как дела, малыш?» (совместно со Звонким)                                                                                   | 10                      | 8                       | 11                      | 53                      | 72                      | 13                      | 10                      | 13                      | 75                      | 21                      | 72                      | 71                      | 58                      | —                       | —                       | —                                               |
| 2021                                                                | «Ты не моя пара» (совместно с Димой Биланом)                                                                                | 21                      | 18                      | 17                      | —                       | —                       | 24                      | 22                      | 19                      | —                       | —                       | 109                     | 87                      | 117                     | —                       | —                       | «Пять хитов»                                    |
| 2021                                                                | «Питер» | —                       | —                       | —                       | —                       | —                       | —                       | —                       | —                       | —                       | —                       | —                       | —                       | —                       | —                       | —                       | —                                               |
| 2021                                                                | «Глупая» | —                       | —                       | —                       | —                       | —                       | —                       | —                       | —                       | —                       | —                       | —                       | —                       | —                       | —                       | —                       | —                                               |
| 2021                                                                | «Не домой» (совместно с Амирчиком)                                                                                          | —                       | —                       | —                       | —                       | —                       | —                       | —                       | —                       | —                       | —                       | —                       | —                       | —                       | —                       | —                       | —                                               |
| 2022                                                                | «Если устал» | 13                      | 11                      | 13                      | —                       | —                       | 15                      | 13                      | 14                      | —                       | —                       | 38                      | 25                      | 36                      | —                       | —                       | «Нас узнает весь мир (Part 2)»                  |
| 2022                                                                | «Тебе сегодня 18» (совместно с Фейгином, Владимиром Пресняковым [мл.], «Винтажем», Звонким, DAASHA, Никитой Киоссе и Ёлкой) | —                       | —                       | —                       | —                       | —                       | —                       | —                       | —                       | —                       | —                       | —                       | —                       | —                       | —                       | —                       | —                                               |
| 2022                                                                | «Relax» | —                       | —                       | —                       | —                       | —                       | —                       | —                       | —                       | —                       | —                       | —                       | —                       | —                       | —                       | —                       | —                                               |
| 2022                                                                | «Шкура» (совместно с Клавой Кокой)                                                                                          | —                       | 95                      | —                       | —                       | —                       | —                       | —                       | —                       | —                       | —                       | —                       | —                       | —                       | —                       | —                       | —                                               |
| 2022                                                                | «Ты меня бесишь» (совместно с Иваном Рейсом)                                                                                | —                       | —                       | —                       | —                       | —                       | —                       | —                       | —                       | —                       | —                       | —                       | —                       | —                       | —                       | —                       | —                                               |
| 2022                                                                | «Без заморочек» | —                       | —                       | —                       | —                       | —                       | —                       | —                       | —                       | —                       | —                       | —                       | —                       | —                       | —                       | —                       | —                                               |
| 2022                                                                | «Лавандовый раф» | —                       | —                       | —                       | —                       | —                       | —                       | —                       | —                       | —                       | —                       | —                       | —                       | —                       | —                       | —                       | «Нас узнает весь мир (Part 2)»                  |
| 2022                                                                | «Какая крутая жизнь» | —                       | —                       | —                       | —                       | —                       | —                       | —                       | —                       | —                       | —                       | —                       | —                       | —                       | —                       | —                       | «Нас узнает весь мир (Part 2) [Deluxe Version]» |
| 2022                                                                | «Утром» (совместно с Ragjo)                                                                                                 | 44                      | 38                      | 42                      | —                       | —                       | 69                      | 51                      | 57                      | —                       | —                       | —                       | —                       | —                       | —                       | —                       | —                                               |
| 2023                                                                | «Иначе всё это зря» | —                       | —                       | —                       | —                       | —                       | —                       | —                       | —                       | —                       | —                       | —                       | —                       | —                       | —                       | —                       | —                                               |
| 2023                                                                | «В чёрных очках» (совместно с HammAli)                                                                                      | —                       | —                       | —                       | —                       | —                       | —                       | —                       | —                       | —                       | —                       | —                       | —                       | —                       | —                       | —                       | —                                               |
| 2023                                                                | «Малая, пой» | —                       | —                       | —                       | —                       | —                       | —                       | —                       | —                       | —                       | —                       | —                       | —                       | —                       | —                       | —                       | —                                               |
| 2023                                                                | «Мне так повезло» | —                       | —                       | —                       | —                       | —                       | —                       | —                       | —                       | —                       | —                       | —                       | —                       | —                       | —                       | —                       | —                                               |
| 2023                                                                | «Другие девчонки» (совместно с Rita Dakota)                                                                                 | —                       | —                       | —                       | —                       | —                       | —                       | —                       | —                       | —                       | —                       | —                       | —                       | —                       | —                       | —                       | «Другие девчонки» (макси-сингл)                 |
| 2023                                                                | «Самокат» (совместно с Rita Dakota)                                                                                         | —                       | —                       | —                       | —                       | —                       | —                       | —                       | —                       | —                       | —                       | —                       | —                       | —                       | —                       | —                       | «Другие девчонки» (макси-сингл)                 |
| 2023                                                                | «Моя красивая, стой» | —                       | —                       | —                       | —                       | —                       | —                       | —                       | —                       | —                       | —                       | —                       | —                       | —                       | —                       | —                       | Из реалити-шоу «Новые Пацанки»                  |
| 2023                                                                | «Случилась осень» | —                       | —                       | —                       | —                       | —                       | —                       | —                       | —                       | —                       | —                       | —                       | —                       | —                       | —                       | —                       | —                                               |
| 2023                                                                | «Она опять разденется» | —                       | —                       | —                       | —                       | —                       | —                       | —                       | —                       | —                       | —                       | —                       | —                       | —                       | —                       | —                       | —                                               |
| 2023                                                                | «Кайф» (совместно с Бьянкой)                                                                                                | —                       | —                       | —                       | —                       | —                       | —                       | —                       | —                       | —                       | —                       | —                       | —                       | —                       | —                       | —                       | —                                               |
| 2024                                                                | «Гирлянду на душу» | —                       | —                       | —                       | —                       | —                       | —                       | —                       | —                       | —                       | —                       | —                       | —                       | —                       | —                       | —                       | —                                               |
| 2024                                                                | «Кто такая Мэри?» | —                       | —                       | —                       | —                       | —                       | —                       | —                       | —                       | —                       | —                       | —                       | —                       | —                       | —                       | —                       | —                                               |
| 2024                                                                | «It's My Life» (совместно с Димой Биланом)                                                                                  | —                       | —                       | —                       | —                       | —                       | —                       | —                       | —                       | —                       | —                       | —                       | —                       | —                       | —                       | —                       | —                                               |
| 2024                                                                | «Место встречи» | —                       | —                       | —                       | —                       | —                       | —                       | —                       | —                       | —                       | —                       | —                       | —                       | —                       | —                       | —                       | —                                               |
| 2024                                                                | «Нравится жить» | —                       | —                       | —                       | —                       | —                       | —                       | —                       | —                       | —                       | —                       | —                       | —                       | —                       | —                       | —                       | —                                               |
| 2024                                                                | «Хочу быть звездой» | —                       | —                       | —                       | —                       | —                       | —                       | —                       | —                       | —                       | —                       | —                       | —                       | —                       | —                       | —                       | —                                               |
| 2024                                                                | «Без обработки» | —                       | —                       | —                       | —                       | —                       | —                       | —                       | —                       | —                       | —                       | —                       | —                       | —                       | —                       | —                       | —                                               |
| 2025                                                                | «Всё на своих местах» | —                       | —                       | —                       | —                       | —                       | —                       | —                       | —                       | —                       | —                       | —                       | —                       | —                       | —                       | —                       | —                                               |
| Символ «—» означает, что сингл не попал в чарт / не вошёл в альбом. | |                         |                         |                         |                         |                         |                         |                         |                         |                         |                         |                         |                         |                         |                         |                         |                                                 |

### Промосинглы
| Год                                                                 | Название                                  | Высшая позиция в чартах | Высшая позиция в чартах | Высшая позиция в чартах | Высшая позиция в чартах | Высшая позиция в чартах | Высшая позиция в чартах | Высшая позиция в чартах | Высшая позиция в чартах | Высшая позиция в чартах | Высшая позиция в чартах | Высшая позиция в чартах | Высшая позиция в чартах | Высшая позиция в чартах | Высшая позиция в чартах | Высшая позиция в чартах | Альбом                         |
| Год                                                                 | Название                                  | Еженедельные чарты      | Еженедельные чарты      | Еженедельные чарты      | Еженедельные чарты      | Еженедельные чарты      | Ежемесячные чарты       | Ежемесячные чарты       | Ежемесячные чарты       | Ежемесячные чарты       | Ежемесячные чарты       | Ежегодные чарты         | Ежегодные чарты         | Ежегодные чарты         | Ежегодные чарты         | Ежегодные чарты         | Альбом                         |
| Год                                                                 | Название                                  | Мир TopHit Radio        | Россия TopHit AllMedia  | Москва TopHit Radio     | Украина TopHit AllMedia | Киев TopHit Radio       | Мир TopHit Radio        | Россия TopHit AllMedia  | Москва TopHit Radio     | Украина TopHit AllMedia | Киев TopHit Radio       | Мир TopHit Radio        | Россия TopHit AllMedia  | Москва TopHit Radio     | Украина TopHit AllMedia | Киев TopHit Radio       | Альбом                         |
| ------------------------------------------------------------------- | ----------------------------------------- | ----------------------- | ----------------------- | ----------------------- | ----------------------- | ----------------------- | ----------------------- | ----------------------- | ----------------------- | ----------------------- | ----------------------- | ----------------------- | ----------------------- | ----------------------- | ----------------------- | ----------------------- | ------------------------------ |
| 2021                                                                | «Самолёт»                                 | 65                      | 55                      | 38                      | —                       | —                       | 84                      | 69                      | 47                      | —                       | —                       | —                       | —                       | —                       | —                       | —                       | «Нас узнает весь мир (Part 1)» |
| 2021                                                                | «Холостяк»                                | —                       | —                       | —                       | —                       | —                       | —                       | —                       | —                       | —                       | —                       | —                       | —                       | —                       | —                       | —                       | «Нас узнает весь мир (Part 1)» |
| 2021                                                                | «If You Love Me» (при участии Alex Davia) | —                       | —                       | —                       | —                       | —                       | —                       | —                       | —                       | —                       | —                       | —                       | —                       | —                       | —                       | —                       | «Нас узнает весь мир (Part 1)» |
| 2021                                                                | «Ты меня не забудешь»                     | —                       | —                       | —                       | —                       | —                       | —                       | —                       | —                       | —                       | —                       | —                       | —                       | —                       | —                       | —                       | «Нас узнает весь мир (Part 1)» |
| 2022                                                                | «Успокою» (при участии Alex Davia)        | —                       | —                       | —                       | —                       | —                       | —                       | —                       | —                       | —                       | —                       | —                       | —                       | —                       | —                       | —                       | «Нас узнает весь мир (Part 2)» |
| 2022                                                                | «Не буди меня»                            | —                       | 96                      | —                       | —                       | —                       | —                       | 87                      | 93                      | —                       | —                       | —                       | —                       | —                       | —                       | —                       | «Нас узнает весь мир (Part 2)» |
| 2022                                                                | «Танцевальный медляк»                     | —                       | —                       | —                       | —                       | —                       | —                       | —                       | —                       | —                       | —                       | —                       | —                       | —                       | —                       | —                       | «Нас узнает весь мир (Part 2)» |
| 2022                                                                | «Прости, но я не буду петь»               | —                       | —                       | —                       | —                       | —                       | —                       | —                       | —                       | —                       | —                       | —                       | —                       | —                       | —                       | —                       | «Нас узнает весь мир (Part 2)» |
| Символ «—» означает, что сингл не попал в чарт / не вошёл в альбом. |                                           |                         |                         |                         |                         |                         |                         |                         |                         |                         |                         |                         |                         |                         |                         |                         |                                |

## Другие композиции

### Гостевое участие
| Год                                                                       | Название                     | Другой исполнитель | Высшая позиция в чартах | Высшая позиция в чартах | Высшая позиция в чартах | Альбом        |
| Год                                                                       | Название                     | Другой исполнитель | Мир TopHit Radio        | Россия TopHit AllMedia  | Россия TopHit YouTube   | Альбом        |
| ------------------------------------------------------------------------- | ---------------------------- | ------------------ | ----------------------- | ----------------------- | ----------------------- | ------------- |
| 2014                                                                      | «Если я сказал(а)»           | «Интонация»        | —                       | —                       | —                       | «Всё просто»  |
| 2014                                                                      | «Почему так»                 | Стен               | —                       | —                       | —                       | —             |
| 2016                                                                      | «Мы останемся в городе одни» | Lx24               | 184                     | 397                     | —                       | «Зависимость» |
| 2016                                                                      | «Письмо»                     | ST                 | —                       | —                       | —                       | —             |
| 2017                                                                      | «Через 10 лет»               | Lx24               | 188                     | 609                     | 270                     | —             |
| 2019                                                                      | «Луи Луи»                    | ST                 | —                       | —                       | —                       | «ПОЭТ ДУЭТ»   |
| 2020                                                                      | «Сонная Мэри»                | GRECHANIK          | —                       | —                       | —                       | —             |
| Символ «—» означает, что композиция не попала в чарт / не вошла в альбом. |                              |                    |                         |                         |                         |               |

#### Прочие появления
| Год                                                   | Название                                   | Высшая позиция в чартах | Высшая позиция в чартах | Высшая позиция в чартах | Альбом        |
| Год                                                   | Название                                   | Мир TopHit Radio        | Россия TopHit AllMedia  | Россия TopHit YouTube   | Альбом        |
| ----------------------------------------------------- | ------------------------------------------ | ----------------------- | ----------------------- | ----------------------- | ------------- |
| 2016                                                  | «Давай навсегда» (совместно с T-killah)    | —                       | —                       | —                       | «Напиток»     |
| 2024                                                  | «Пьяный вокзал» (совместно с Клавой Кокой) | —                       | —                       | —                       | «Депрессаунд» |
| Символ «—» означает, что композиция не попала в чарт. |                                            |                         |                         |                         |               |

### Кавер-версии
| Год                                                                         | Название                                                                             | Высшая позиция в чартах | Высшая позиция в чартах | Высшая позиция в чартах | Альбом                                     |
| Год                                                                         | Название                                                                             | Мир TopHit Radio        | Россия TopHit AllMedia  | Россия TopHit YouTube   | Альбом                                     |
| --------------------------------------------------------------------------- | ------------------------------------------------------------------------------------ | ----------------------- | ----------------------- | ----------------------- | ------------------------------------------ |
| 2021                                                                        | «По волнам» (кавер на песню Burito)                                                  | 616                     | 542                     | —                       | «veLvETОвый движ (Vol. 1)» (кавер-альбом)  |
| 2021                                                                        | «Ты должна рядом быть» (совместно с Мотом; кавер на песню Димы Билана)               | —                       | —                       | —                       | «13 друзей Билана» (трибьют-альбом)        |
| 2022                                                                        | «Понарошку» (совместно с Леонидом Руденко; кавер на песню Юрия Титова)               | 68                      | 71                      | —                       | —                                          |
| 2022                                                                        | «Первый снег» (совместно с Филиппом Киркоровым; кавер на песню «Морального кодекса») | —                       | —                       | —                       | «VK под шубой» (кавер-альбом)              |
| 2022                                                                        | «Отпусти меня» (кавер на песню Валерии)                                              | —                       | —                       | —                       | —                                          |
| 2023                                                                        | «Лето без тебя» (кавер на песню Виктора Резникова)                                   | —                       | —                       | —                       | «Песни Виктора Резникова» (трибьют-альбом) |
| 2023                                                                        | «Нежность моя» (кавер на песню Валерии)                                              | —                       | —                       | —                       | «Трибьют Валерии» (трибьют-альбом)         |
| 2024                                                                        | «Гагарин, я вас любила!» (кавер на песню группы «Ундервуд»)                          | —                       | —                       | —                       | —                                          |
| Символ «—» означает, что кавер-версия не попала в чарт / не вошла в альбом. |                                                                                      |                         |                         |                         |                                            |

Примечание: выше представлены только официальные кавер-версии исполнительницы, которые были выпущены для радиоротации или в цифровом формате.

### Ремиксы
| Год                                                                  | Название                                            | Высшая позиция в чартах | Высшая позиция в чартах | Высшая позиция в чартах | Альбом                                            |
| Год                                                                  | Название                                            | Мир TopHit Radio        | Россия TopHit AllMedia  | Россия TopHit YouTube   | Альбом                                            |
| -------------------------------------------------------------------- | --------------------------------------------------- | ----------------------- | ----------------------- | ----------------------- | ------------------------------------------------- |
| 2017                                                                 | «Он тоже любит дым (M.Hustler Edit)»                | —                       | —                       | —                       | —                                                 |
| 2017                                                                 | «Не в адеквате (KD Division Remix)»                 | —                       | —                       | —                       | «Не в адеквате (KD Division Remix)» (макси-сингл) |
| 2017                                                                 | «Не в адеквате (KD Division Radio Remix)»           | —                       | —                       | —                       | «Не в адеквате (KD Division Remix)» (макси-сингл) |
| 2017                                                                 | «Туси сам (KD Division Version)»                    | —                       | —                       | —                       | —                                                 |
| 2018                                                                 | «На тату (KD Division Version)»                     | —                       | —                       | —                       | —                                                 |
| 2018                                                                 | «На тату (M.Hustler Dance Version)»                 | —                       | —                       | —                       | —                                                 |
| 2018                                                                 | «На тату (U-th Remix)»                              | —                       | —                       | —                       | —                                                 |
| 2018                                                                 | «На тату (SASHA YOUTH Remix)»                       | —                       | —                       | —                       | —                                                 |
| 2019                                                                 | «Я твой клад (M.Hustler Dance Version)»             | —                       | —                       | —                       | —                                                 |
| 2019                                                                 | «Я твой клад (M.Hustler 2step Remix)»               | —                       | —                       | —                       | —                                                 |
| 2019                                                                 | «Я твой клад (Denis First Remix)»                   | —                       | —                       | —                       | —                                                 |
| 2019                                                                 | «Я твой клад (Denis First Radio Remix)»             | —                       | —                       | —                       | —                                                 |
| 2019                                                                 | «Я твой клад (Sasha Youth Remix)»                   | —                       | —                       | —                       | —                                                 |
| 2019                                                                 | «Золото (Rakurs & Ramirez Remix)»                   | —                       | —                       | —                       | —                                                 |
| 2019                                                                 | «Мне так хорошо (M.Hustler Remix)»                  | —                       | —                       | —                       | —                                                 |
| 2020                                                                 | «Пряталась в ванной (M.Hustler Remix)»              | —                       | —                       | —                       | «Пряталась в ванной (Remixes)» (макси-сингл)      |
| 2020                                                                 | «Пряталась в ванной (Denis First Remix)»            | —                       | —                       | —                       | «Пряталась в ванной (Remixes)» (макси-сингл)      |
| 2020                                                                 | «Золото (SHRWD Remix)»                              | —                       | —                       | —                       | —                                                 |
| 2020                                                                 | «Медляк (DFM Mix)»                                  | —                       | —                       | —                       | —                                                 |
| 2020                                                                 | «Золото (Dj Mephisto Remix)»                        | —                       | —                       | —                       | —                                                 |
| 2020                                                                 | «Океан (Denis First Remix)»                         | —                       | —                       | —                       | —                                                 |
| 2022                                                                 | «Шкура (Narbekov Remix)» (совместно с Клавой Кокой) | —                       | —                       | —                       | —                                                 |
| 2023                                                                 | «Мне так повезло (M.Hustler Remix)»                 | —                       | —                       | —                       | —                                                 |
| 2023                                                                 | «Случилась осень (M.Hustler Remix)»                 | —                       | —                       | —                       | —                                                 |
| Символ «—» означает, что ремикс не попал в чарт / не вошёл в альбом. |                                                     |                         |                         |                         |                                                   |

- 2017 — «Не в адеквате (KD Division Remix)» (макси-сингл)
- 2020 — «Пряталась в ванной (Remixes)» (макси-сингл)

Примечание: выше представлены только официальные ремиксы на песни исполнительницы, которые были выпущены для радиоротации или в цифровом формате.